# Nova Esperança (Salvador)
Nova Esperança é um bairro brasileiro localizado na cidade de Salvador, na Bahia.

## História
O bairro de Nova Esperança tem origem em um assentamento populacional informal que surgiu na década de 1970 quando a área passou a ter as primeiras casas que foram construídas nas proximidades da Central de Abastecimento de Salvador (CEASA), órgão instalado em 1973. Todavia, este núcleo populacional não chegou a ter um grande crescimento demográfico, tendo no máximo 30 (trinta) casas até o início da década de 1980.
A situação somente começou a mudar em 1981, quando foi instalada uma usina de asfalto pela companhia CEPEL, nome que daria origem a uma das comunidades que compõem o bairro. A usina da CEPEL se destinava a produzir asfalto visando a pavimentação e expansão da rodovia BA-526. A partir de implantação da referida usina, o referido assentamento informal passa a se expandir, especialmente com a ocupação da área por trabalhadores interessados em trabalhar na usina de asfalto ou nas obras de pavimentação e expansão da rodovia.
Em 1987, visando articular os interesses sociais do consolidado núcleo populacional formado pelos posseiros que habitavam até então a região diante dos embates em que este lidava com os proprietários das fazendas que titularizavam a área foi fundada a organização não-governamental Associação Beneficente de Nova Esperança (ABENE), entidade que passou a atuar como uma instância comunitária da população local.

## Demografia
Foi listado como um dos bairros mais perigosos de Salvador, segundo dados do Instituto Brasileiro de Geografia e Estatística (IBGE) e da Secretaria de Segurança Pública (SSP) divulgados no mapa da violência de bairro em bairro pelo jornal Correio em 2012. Ficou entre os mais violentos em consequência da taxa de homicídios para cada cem mil habitantes por ano (com referência da ONU) ter alcançado o nível mais negativo, com o indicativo de "mais que 90", sendo um dos piores bairros na lista.

## Subdivisões
De acordo com a ABENE, o bairro de Nova Esperança é integrado pelas seguintes comunidades ou subdivisões internas:
- Jardim Campo Verde;
- CEPEL;
- Loteamento Bom Sucesso;
- Residencial CEASA;
- Residencial Coração de Maria; e
- Carobeira.